# Mosesbrunnen (Rom)

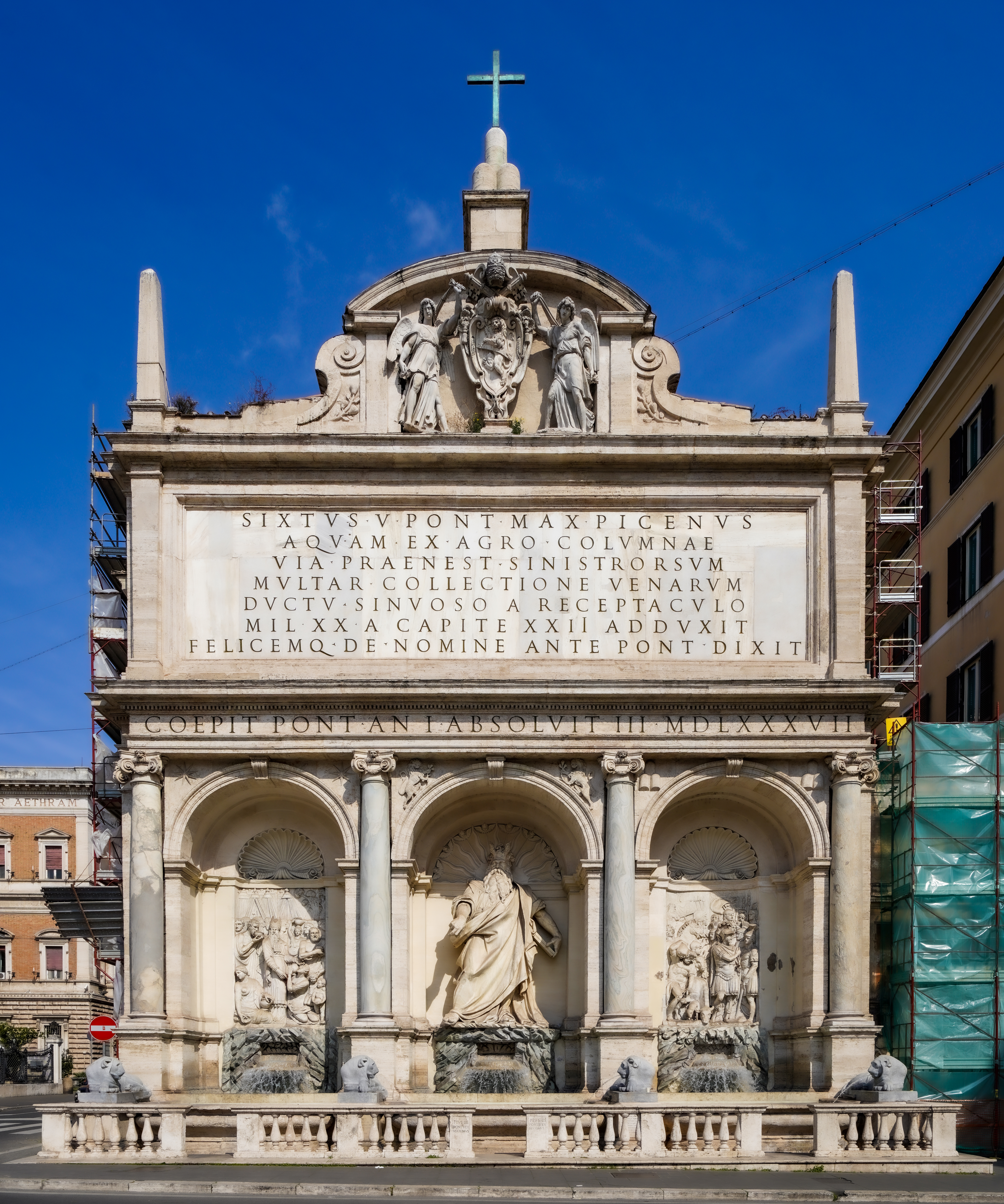
Mosesbrunnen

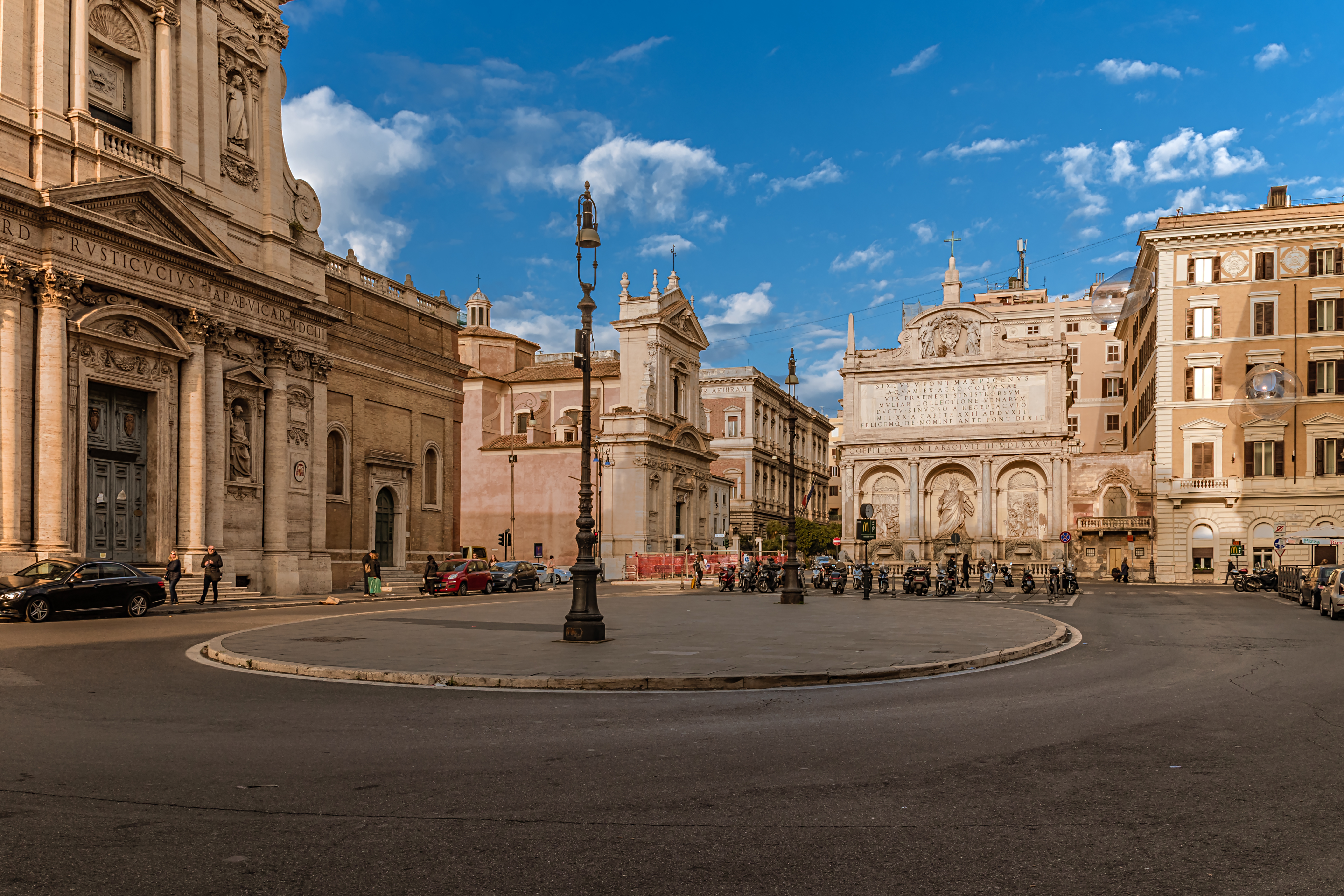
Die Piazza San Bernardo in Rom mit Blick auf den Mosesbrunnen. Linksseitig befinden sich die Kirchen Santa Maria della Vittoria und Santa Susanna

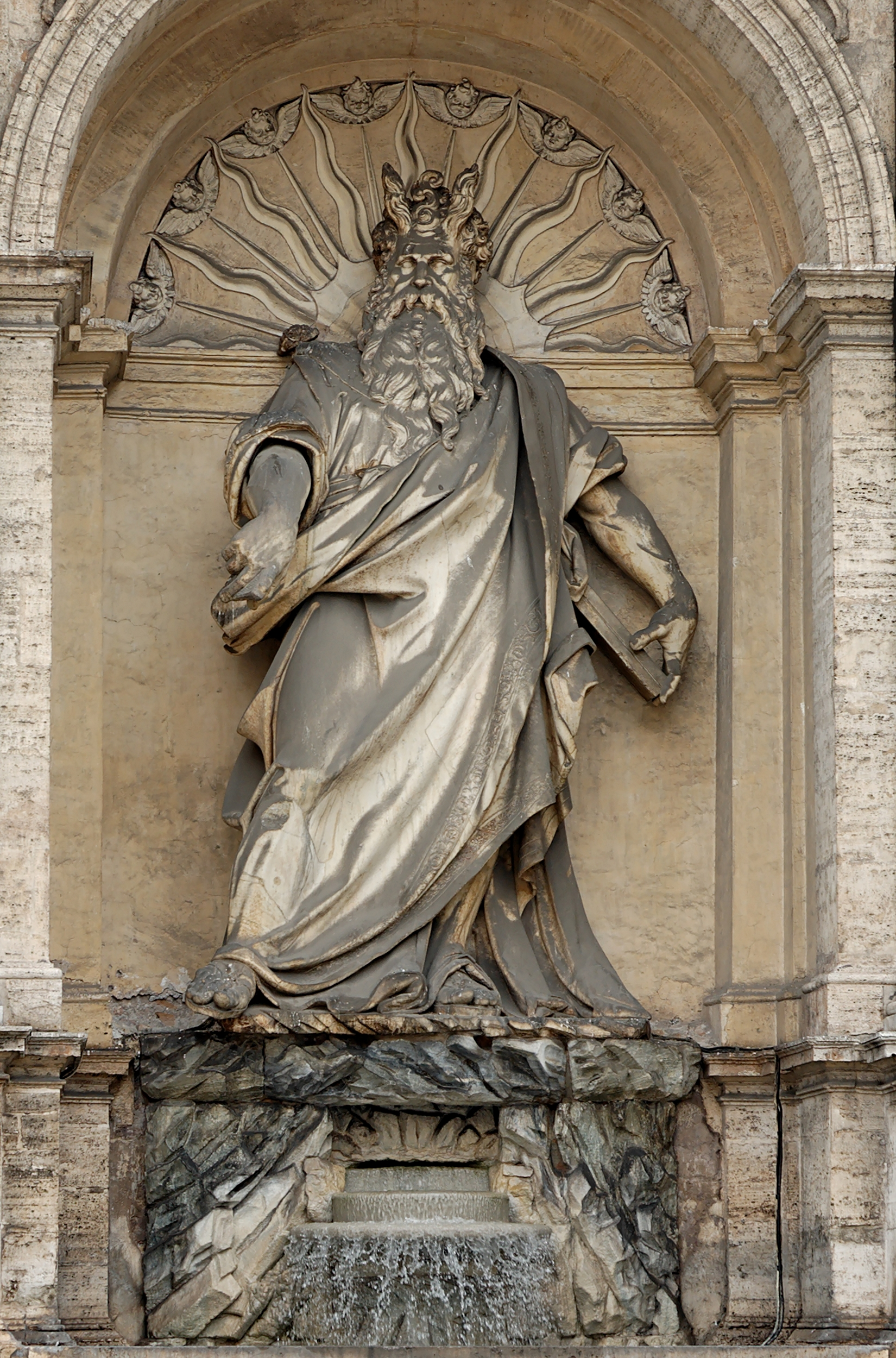
Statue des Moses

Der Mosesbrunnen (italienisch Fontana dell’Acqua Felice oder Fontana del Mosè) ist ein barocker Brunnen in Rom an der Piazza San Bernardo auf dem Quirinal.
Der Brunnen wurde 2009–2010 von Abgasen gereinigt und restauriert.

## Acqua Felice
Wenige Tage nach seiner Wahl zum Papst gab Sixtus V. den Auftrag zur Wiederherstellung der antiken Aqua Alexandrina. Dafür wurden deren Quellen an der Via Praenestina wieder aktiviert. Allerdings wurde ein neuer Trassenverlauf gewählt, der zur Porta Tiburtina führte. Durch die Acqua Felice wurden täglich 21.000 Kubikmeter Wasser nach Rom geleitet. Erstmals seit der Antike konnten auch wieder höher gelegene Stadtteile versorgt werden. Nach dem bürgerlichen Namen von Sixtus, Felice Peretti, bekam der Aquädukt den Namen Acqua Felice.

## Geschichte
Als Endpunkt der Wasserleitung wünschte sich Sixtus einen repräsentativen Brunnen. Er gab den Auftrag 1585 an seinen Hausarchitekten Domenico Fontana, beteiligte aber auch die Künstler Flaminio Vacca, Giacomo della Porta, Prospero da Brescia und Leonardo Sormani. Bei der Einweihung des Brunnens am 15. Juni 1587 fehlte noch die Statue des Moses, die erst später von Sormani fertiggestellt wurde.
Der Mosesbrunnen war Vorbild für die Fontana dell’Acqua Paola und den Trevi-Brunnen.

## Architektur
Als Motiv für den Brunnen wurde das Motiv eines antiken Triumphbogens gewählt. Der Brunnen wurde mit Römischem Travertin aus Tivoli ausgeführt, der zum größten Teil aus den nahen Diokletiansthermen stammte. Im linken Bogen zeigt ein Relief, wie Aaron das Volk Israel zum Wasser führt, das in der Wüste entspringt. Das Relief im rechten Bogen zeigt Gideon mit seinen Soldaten. Im Zentrum steht eine vier Meter große monumentale Statue des Moses. Die vier Löwen vor den Säulen, die die Bögen teilen, stammen aus dem Pantheon. Vor dieser Fassade erstreckt sich ein großes Brunnenbecken.

## Legenden
Die Statue des Moses wurde allgemein kritisiert, da sie vor allem künstlerisch im Vergleich mit dem Moses in San Pietro in Vincoli von Michelangelo deutlich abfiel. Man erzählt, der Bildhauer der Statue sei aus Scham wegen der Kritik gestorben oder habe sogar Selbstmord begangen.